# Halyna Pahutjak

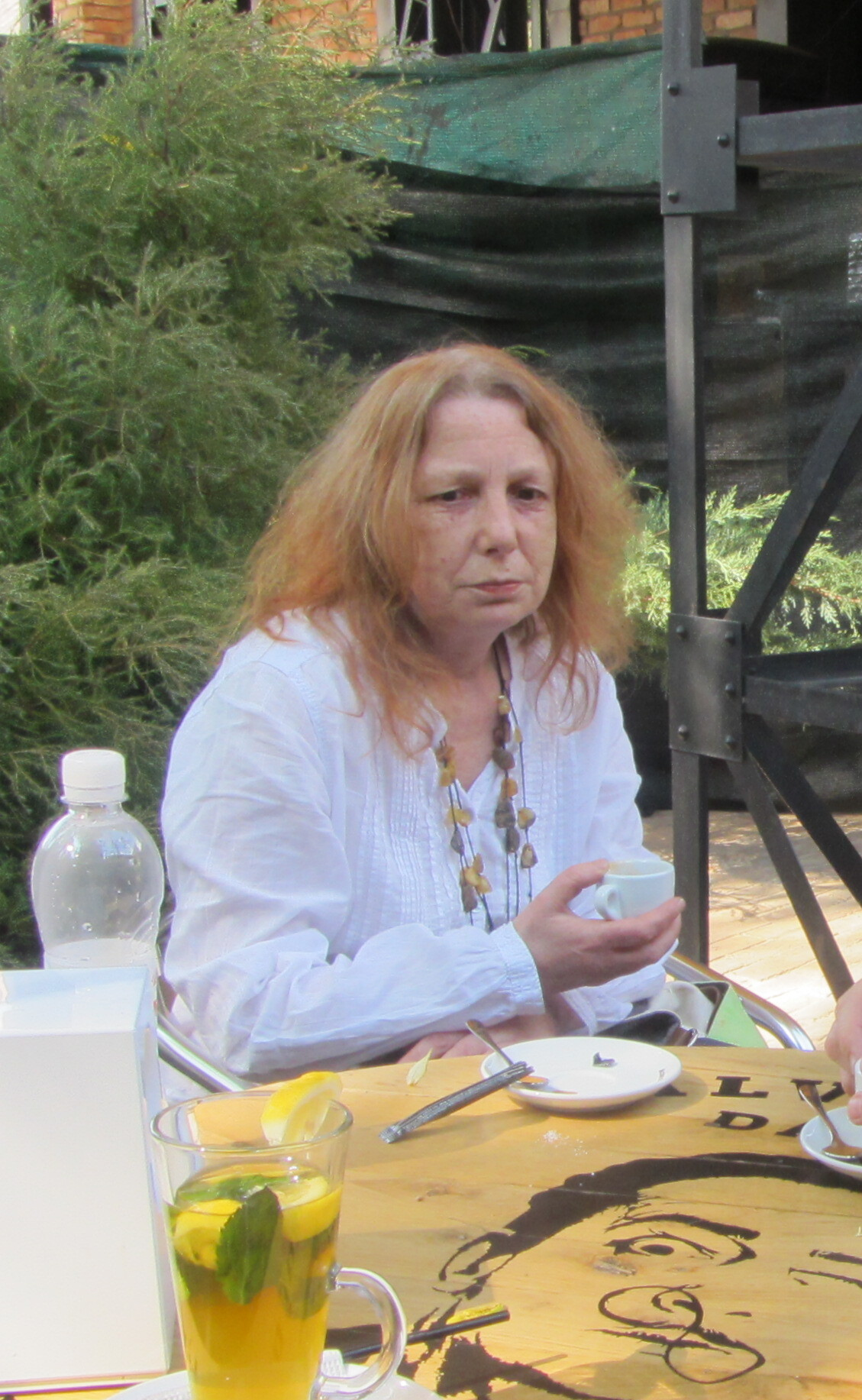
Halyna Pahutjak, 2016

Halyna Wassiliwna Moskalez (ukrainisch Гали́на Васи́лівна Москале́ць; * 26. Juli 1958 in Salokot, Rajon Drohobytsch), bekannt unter ihrem Pseudonym Halyna Pahutjak (ukrainisch Гали́на Пагутя́к), ist eine ukrainische Schriftstellerin. In ihren Werken greift sie auf lokale Mythologien zurück und kombiniert sie mit mystischen und fantastischen Elementen. Für ihren Roman Der Diener aus Dobromyl wurde sie 2010 mit dem Taras-Schewtschenko-Preis ausgezeichnet.

## Leben
Halyna Pahutjak wurde als dritte Tochter von Wassil Pahutjak und Ivanna Basarab geboren. Ihre Abstammung mütterlicherseits führt sie auf das Haus Basarab zurück, aus dem auch der berüchtigte Vlad III. Drăculea stammte.  Noch während ihrer Kindheit zog die Familie in das Dorf Urisch, das Pahutjak später oft als Schauplatz in ihren Werken verwenden sollte. In Urisch erzählten sich die Bewohner nach wie vor Geschichten über Vampire, kannten Orte, wo man sie angeblich finden konnte und glaubten an Hexen. Schon von klein auf interessierte Pahutjak sich für Bücher, Fremdsprachen und lokale Geschichten. Auch unternahm sie gern lange Spaziergänge in die sagenumwobene Umgebung, u. a. am Fluss Bystryzja und kam zum ersten Mal mit dem lokalen Glauben an ein Nachleben in Berührung.
Eigenen Angaben zufolge wollte sie ursprünglich Archäologie studieren, hätte dafür aber in die kommunistische Partei eintreten müssen. Nachdem sie vergeblich versucht hatte, an der Fakultät für Philosophie angenommen zu werden, begann sie ihren ersten Roman, in dem sie Erinnerungen an ihr zehntes Schuljahr festhielt. Nach Fertigstellung sandte sie ihr Werk nach an den Verband der Schriftsteller in Kiew und erhielt daraufhin eine Einladung für eine Versammlung junger, ukrainischer Autoren. Auf dem Treffen erhielt sie das Angebot, den Roman zu veröffentlichen, wenn sie ihn um die Hälfte kürzte, was Pahutjak jedoch ablehnte.
Mit 18 Jahren lief Pahutjak von zu Hause weg und reiste nach Odessa, wo sie eine Zeitlang in der Borislaw Porzellanfabrik am Fließband arbeitete. Während dieser Zeit schrieb sie ihren Roman Kinder. Noch im selben Jahr konnte sie sich in der Nationalen Iwan-Franko-Universität Lwiw einschreiben. Ihren Abschluss in Ukrainischer Philologie erlangte sie schließlich an der Nationalen Taras-Schewtschenko-Universität Kiew. Nach dem Studium ging sie verschiedenen Tätigkeiten nach und arbeitete u. a. im Museum für lokale Geschichte von Drohobytsch, an Schulen und der Kunstgalerie von Lwiw.
Ihre ersten Bücher veröffentlichte Halyna Pahutjak in der Sowjetunion. In dieser Zeit, da viele kommunistische Utopien entstanden, stach sie mit ihrer Schreibweise hervor. Als Beispiel nannte sie ihren Roman Der Herr, der in einer Auflage von 65.000 Exemplaren erschien und von ihr als Anti-Utopie bezeichnet wurde. „Das ärgerte den verstorbenen Oles Berdnyk und er sagte: ‚Bringt mir diese kleine Schreiberin, ich werde ihr den Hintern versohlen.‘ Als wir ihn trafen, einen Mann mit langem, grauen Bart, beschuldigte er mich des Pessimismus und meinte, ich wüsste nicht, was Probleme sind. Tatsächlich kannte ich Schwierigkeiten und fühlte mich so alt wie die Welt selbst – mit gerade mal 26.“ Im Gegensatz zu anderen Autoren schreckte sie nicht vor Auseinandersetzungen mit dem Verlag oder vor kritischen Äußerungen zurück.
In den 80er und 90er Jahren schirmte sie sich von Schriftstellerversammlungen und Lesern ab und nahm wenig äußere Einflüsse in ihre Werke auf. Erst während der 2000er öffnete sie sich auch für magischen Realismus und Fantasy. Zentrale Motive in ihren Geschichten sind Symbolismus, Philosophie, Folklore und die Erschaffung eigener Mythen, wobei sie sowohl auf westliche als auch östliche Motive zurückgreift. So vermengt sie in ihrem Roman Der Diener aus Dobromyl historische Fakten wie den Zweiten Weltkrieg mit fantastischen Elementen wie Vampiren und erschafft verschiedene Realitäten, während sie gleichzeitig das Thema Identitätssuche, sowohl auf persönlicher als auch nationaler Ebene, bearbeitet. Mitunter werden Vergleiche zu lateinamerikanischen Werken des magischen Realismus in den 1960ern und 1970ern gezogen.
Neben ihren Romanen schreibt Halyna Pahutjak Kurzgeschichten und Essays und veröffentlicht einige Stücke online. Kritiker finden es schwierig, ihre Werke einzuordnen. Obwohl sie Elemente femininer Prosa, subjektiver Prosa und intellektueller Prosa aufweisen, sind sie keine typischen Vertreter dieser Gattung, weshalb sie gemeinhin als Fantasy eingestuft werden. Da Fantasy in der Ukraine erst in späten 20. Jahrhundert bzw. frühen 21. Jahrhundert populär wurde, ist Pahutjak eine der ersten Autorinnen des Landes, die in diesem Genre erfolgreich waren. Sie selbst sagte über ihre Kunst: „Ich gehöre zu den Leuten, die es vorziehen, durch das Fenster zu gehen, aber nicht durch die Tür. All diese fantastischen Handlungen sind Mittel, um das Bewusstsein zu erweitern.“
Halyna Pahutjak lebt zurückgezogen, meist in Lwiw. Eine Zeitlang war sie mit dem ukrainischen Dichter Kost Moskalez verheiratet, der ihr den Text des Liedes Vona (deutsch: Sie) widmete. Ihre Werke schreibt sie bevorzugt von Hand und tippt sie erst im Anschluss in den Computer. Sie bereist gerne den Mittleren Osten, der sie zu vielen Geschichten inspiriert hat und besitzt mehrere Katzen.

## Werke (Auswahl)
- 1982: Kinder
- 1986: Der Herr
- 1999: Notizen eines kleinen, weißen Vogels
- 2003: Sonnenuntergang in der Ernte
- 2006: Der Diener von Dobromyl
- 2010: Verzauberte Musikanten, Urischer Gothik
- 2011: Träume von Julia und Hermann
- 2014: Der Magnat
- 2016: Bittere Länder

## Würdigungen (Auswahl)
- 2008: Literaturpreis Portal
- 2010: Taras-Schewtschenko-Preis
- 2011: Literaturpreis Portal
- 2015: Walerij-Schewtschuk-Preis